# Lande
Pour les articles homonymes, voir Landes, Jean-Baptiste Landé et Alfred Landé.

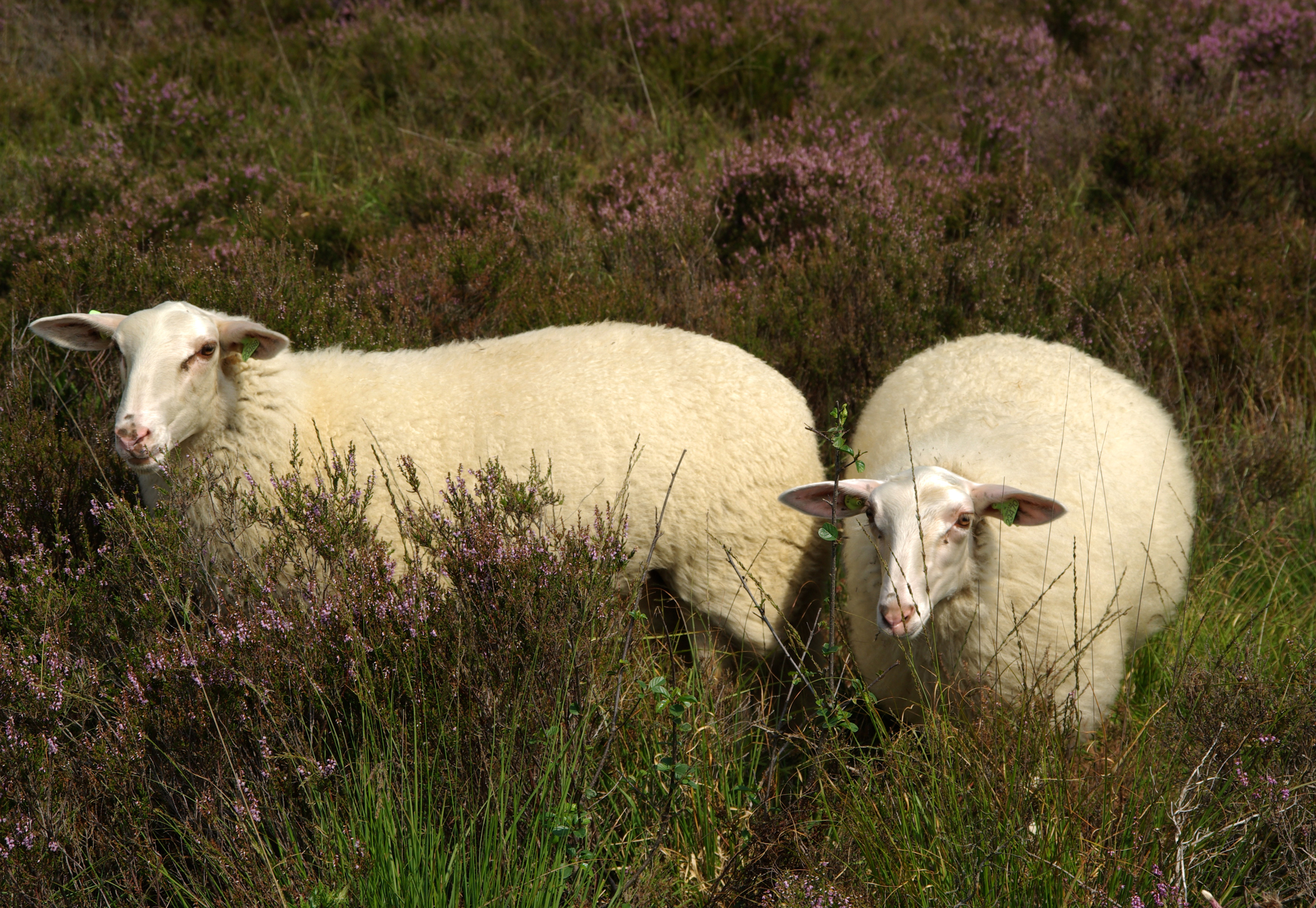
La formation de la plupart des landes européennes débute aux environs de 4500 ans avant notre ère lors de défrichements forestiers. Le développement et le maintien des landes régressives durant l'âge du Fer est probablement la conséquence de la recolonisation végétale succédant à ces défrichements, à l'abandon des terrains appauvris après exploitation agricole et à des pratiques agropastorales (ici le pâturage extensif). L'agriculture a ainsi contribué pendant des millénaires au maintien d'un écosystème dans lequel la succession végétale en milieu anthropisé a trouvé un équilibre intermédiaire. Elles sont ainsi devenues une caractéristique majeure du paysage agraire européen jusqu'au milieu du XIXe siècle mais ont beaucoup régressé au XXe siècle à la suite des amendements et de la déprise agricole.

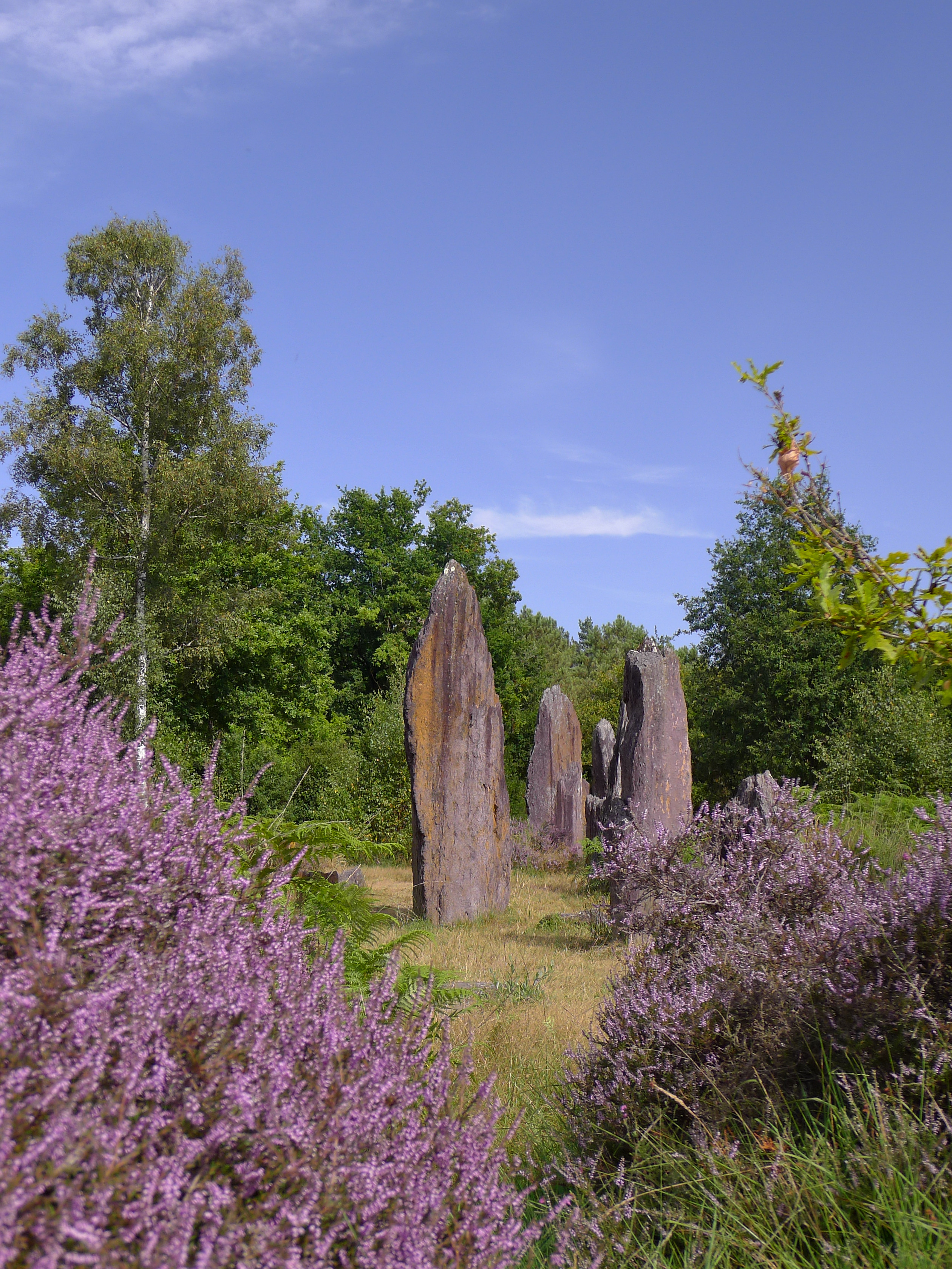
Bien qu'elles soient en forte régression, les landes restent un espace naturel autour duquel se développent les légendes, comme ici les menhirs de Monteneuf, mégalithes qui participent à l'élaboration de l'imaginaire romantique.

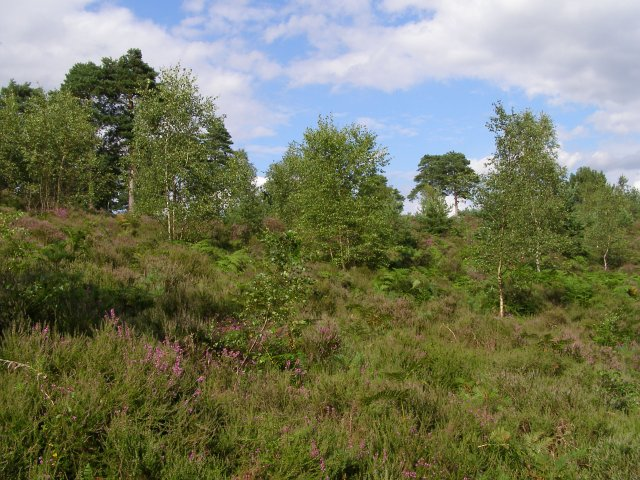
La rhodoraie peut dépasser la limite de la forêt pour former une lande extrasilvatique.

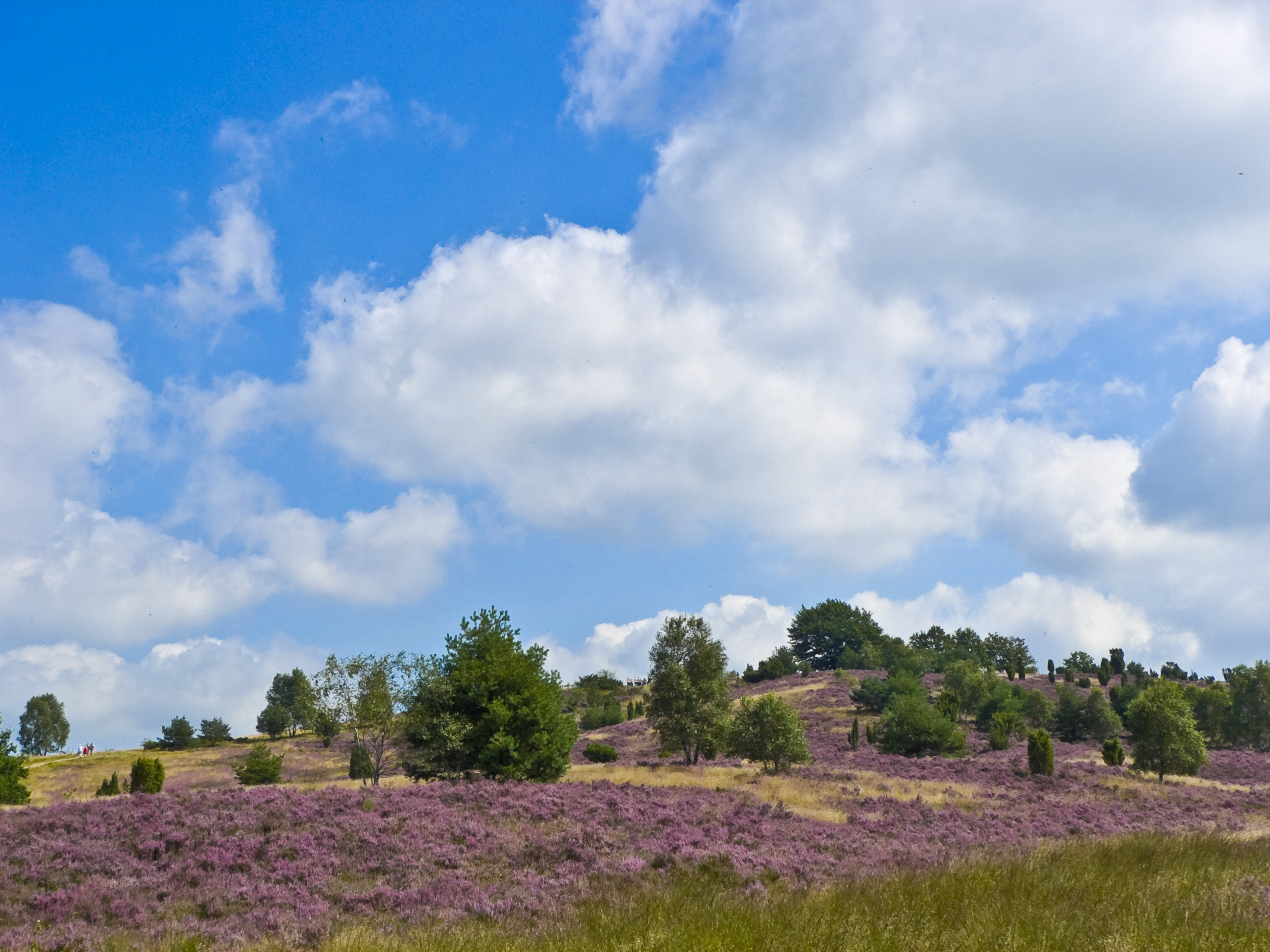
Lande rase, à bruyère et graminée, Mont Wilsede, région de Lunebourg, Allemagne.

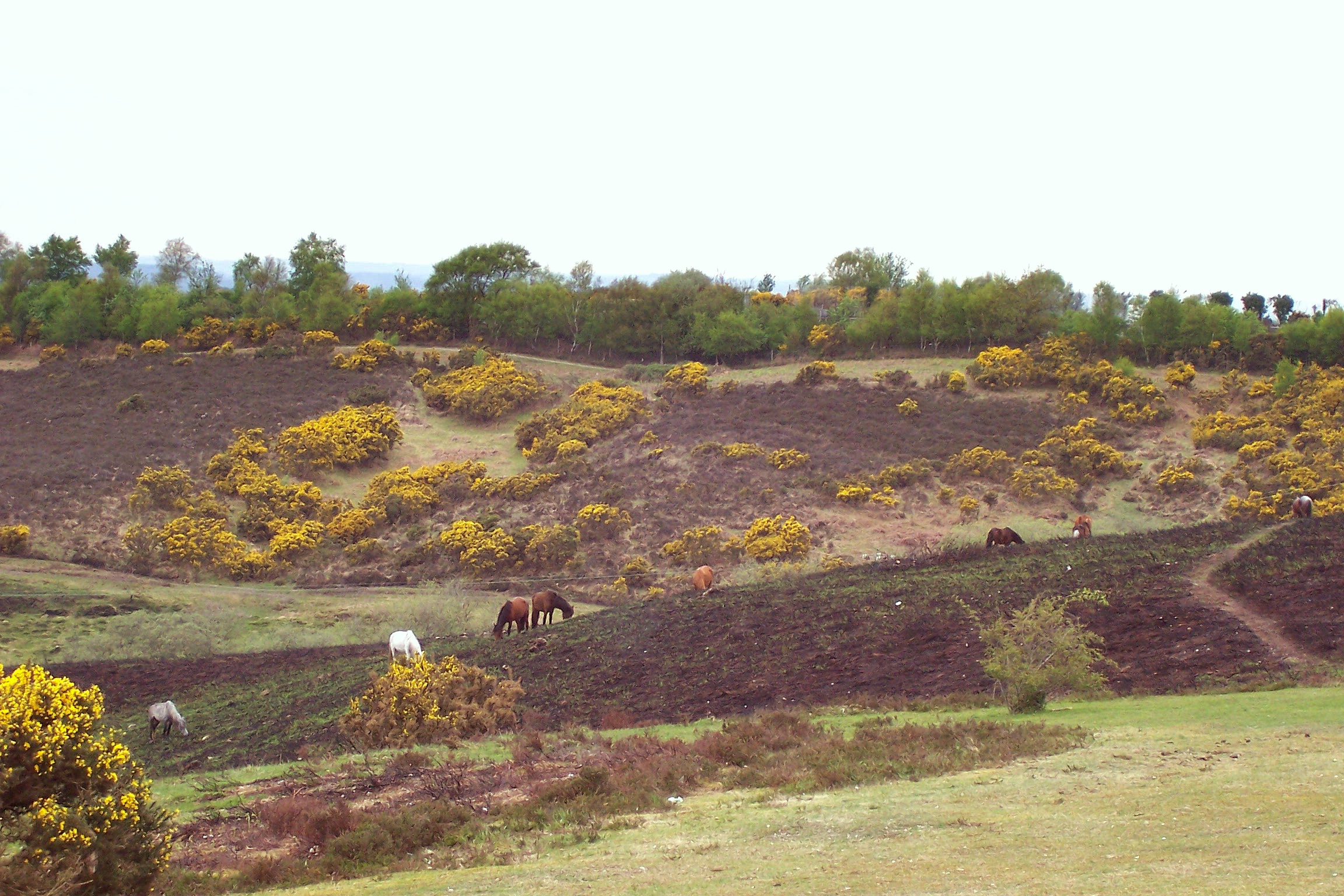
Une lande dans le New Forest, en Angleterre.

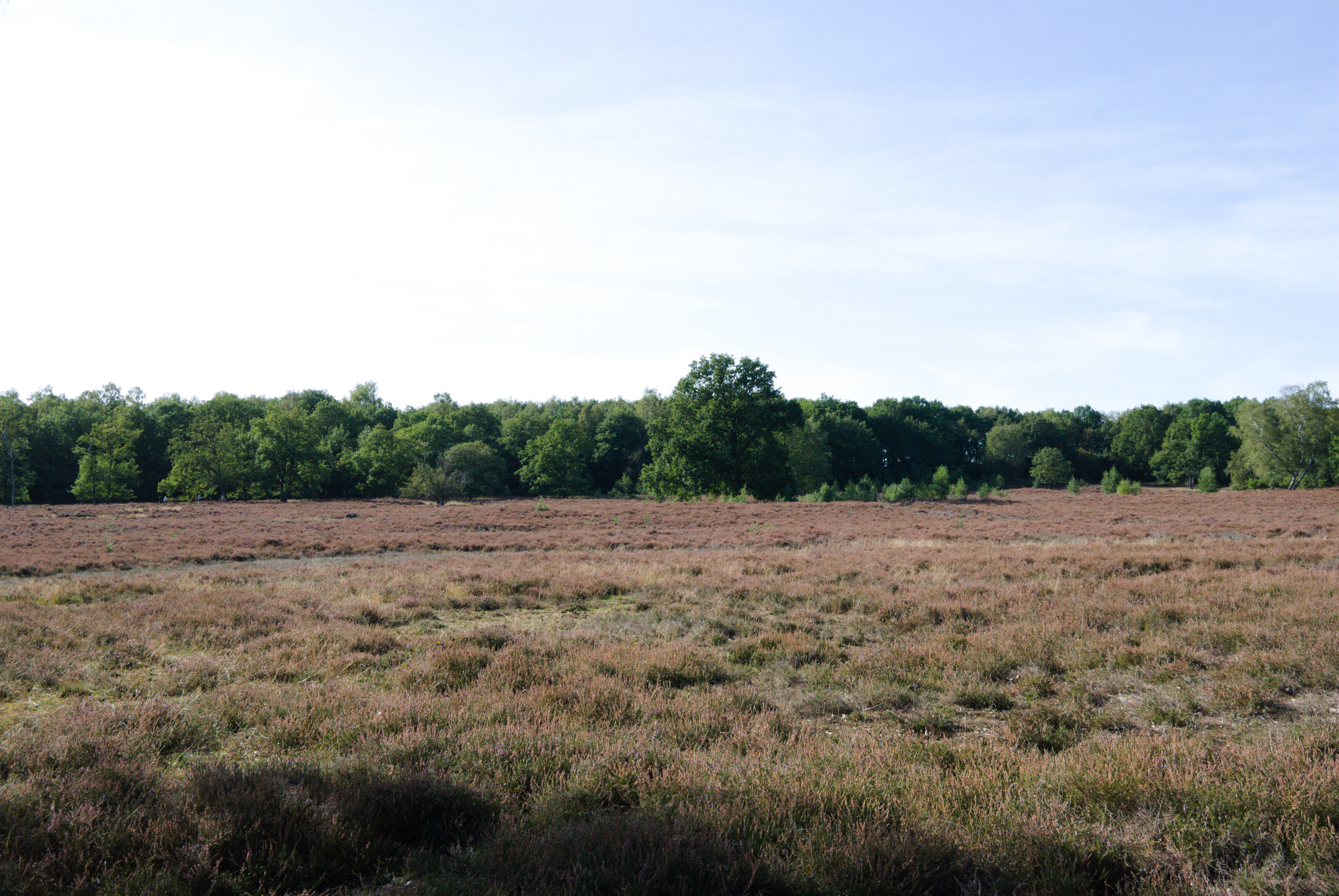
Lande rase à bruyère dans le Hügelgräberheide Halle-Hesingen (Allemagne), zone Natura 2000

La lande (parfois appelée « dorne » dans le nord de la France) est un type d'habitat naturel où se développe une formation végétale particulière, caractérisée par une physionomie de fruticée, c'est-à-dire une formation où dominent des arbrisseaux et des sous-arbrisseaux xéromorphes et sempervirents (les arbres et arbustes sont rares) poussant typiquement sur des sols pauvres, siliceux ou calcaires. Elle correspond à des fourrés denses constitués de plantes ligneuses basses ne dépassant généralement pas deux mètres de haut.
Landicole se dit d'un organisme (flore et faune) qui vit dans les landes.
Les landes sont presque toujours caractérisées dans le monde par la présence d’espèces de l’ordre des Éricales et, en Europe, plus particulièrement des Éricacées (landes à Calluna, Erica, Rhododendron, Vaccinium, appelées respectivement callunaie, ériçaie, rhodoraie et vacciniaie). D’autres groupes spécifiques peuvent être bien représentés dans les landes, notamment en Europe : les Fabacées ou légumineuses (landes à Ulex, Cytisus, Adenocarpus, Genista appelées ulicétaie, cytisaie, adénocarpaie, génistaie, et regroupées sous le terme générique de genêtaie ou genétière), les Cistacées (Cistus), les Salicacées (Salix) et les graminées (fétuque, molinie, agrostide).
La lande est un milieu naturel très répandu dans le monde entier, présent dans les zones tempérées de l'Europe à l'Australie en passant par l'Afrique du Sud, la Californie, la Nouvelle-Calédonie et le Chili. Cependant, cette formation au centre de plusieurs enjeux (agricole, forestier, touristique) disparaît rapidement et est devenue rare en Europe.

## Landes primaires et secondaires
Les études menées mettent en évidence la grande diversité des landes, en relations avec les variations des conditions écologiques, des situations géographiques, de la position topographique, des conditions édaphiques et hydriques, de l'action anthropique. Les écologues en distinguent deux grands types.
Les landes primaires ou naturelles (parfois qualifiées de « climaciques ») occupent le plus souvent des milieux à fortes contraintes climatiques (vent, froid, pluviosité...) ou édaphiques (acidité, salinité, sol superficiel et pauvre...) qui n'ont jamais permis l'établissement des arbres (exemple : landes littorales ou sur les hautes terres océaniques, landes à certains étages supraforestiers en montagne).
Les landes secondaires, régressives, de substitution ou anthropiques sont nées de processus de défrichement et de déforestation, souvent très anciens (néolithique) et maintenues en l'état par des pratiques agropastorales (fauche de la lande pour la production de litière, de « fumier d'étable » et de « fumier de rue » ; récolte de petit bois ; tourbage et étrépage puis enlèvement des mottes ; brûlis, écobuages dans un but de fertilisation, pour une meilleure repousse de l'herbe en vue du pâturage). Ce deuxième type, le plus fréquent, peut conduire à l'apparition d'un para-climax ou d'une végétation secondaire très stable. Ainsi, les landes secondaires dans le massif armoricain se sont substituées à une forêt primaire climacique, la chênaie-hêtraie acidiphile.

## Degré d'ouverture
Les ligneux bas (petits arbrisseaux de taille comprise entre 0,5 et 2 mètres : callune, genêt, myrtille, etc.) ont un taux de recouvrement supérieur à celui des ligneux hauts (arbres de taille supérieure à 2 mètres : pin, sorbier, chêne, etc.), ce dernier ne dépassant pas les 25 %. Ce taux de recouvrement permet de déterminer le degré de fermeture de la lande : lande claire (recouvrement en ligneux bas < 30 % et moins de 10 % de ligneux hauts), lande semi-ouverte (30 % < recouvrement en ligneux bas < 60 %), lande fermée (recouvrement en ligneux bas > 60 % et en ligneux hauts < 25 %), lande boisée (recouvrement en ligneux bas > 60 % et en ligneux hauts compris entre 25 et 50 %).
L'évaluation du taux d'embroussaillement par les fourrés (au-delà de 75 % le milieu est considéré comme une lande) permet d'évaluer les menaces de fermeture du milieu. Le type de colonisation des ligneux, défini par leur disposition au sein du milieu (homogène, en lisière ou en taches constituant une mosaïque) et par les espèces présentes, permet de mieux comprendre son déroulement.

## Principales landes
Dans la lande européenne, on retrouve surtout des bruyères, des genêts, des buis et des ajoncs. On retrouve des landes sur toute la zone tempérée. En France elles se situent principalement dans le Massif central et le Massif armoricain. En Allemagne, la lande la plus connue est la Lüneburger Heide (landes de Lunebourg).
Selon le substrat rocheux et la localisation, on peut différencier deux types de lande : la lande silicicole et la lande calcicole.

### La lande silicicole

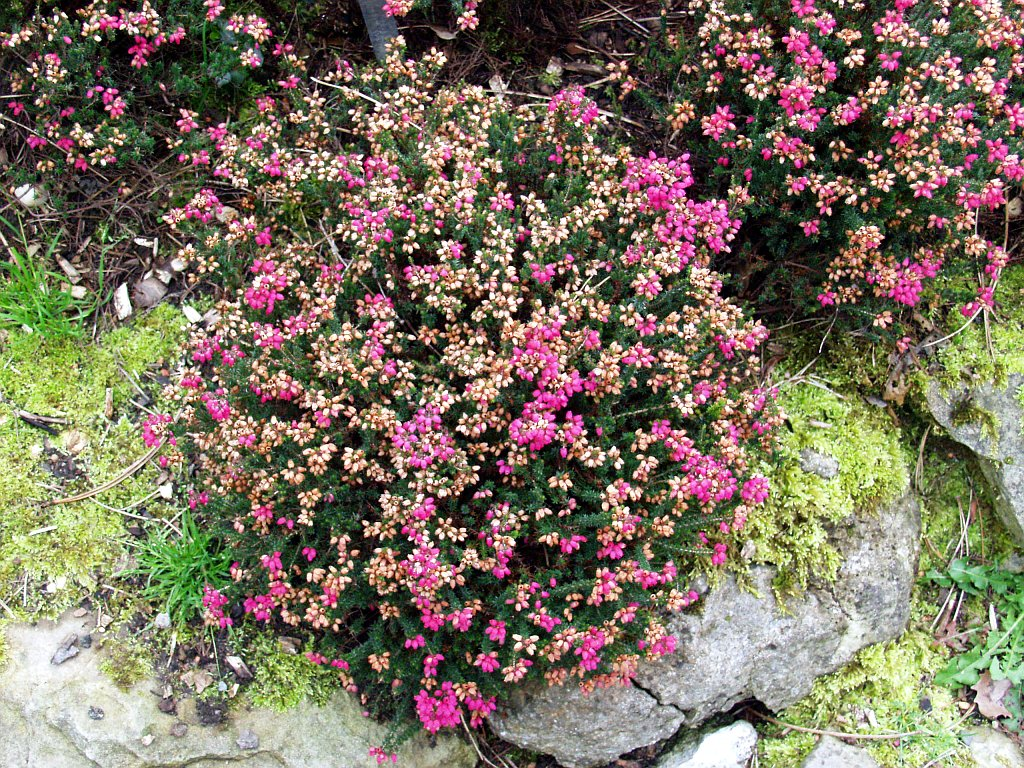
La bruyère cendrée (Erica cinerea) est l'essence typique des landes sèches.

La lande silicicole, lande mésophile ou waste se développe dans les régions côtières au climat océanique, humide toute l'année avec des températures modérées. La pédogénèse est déterminée par l'influence de l'humus brut (mor) formé sous végétation constituée essentiellement d'éricacées, plantes riches en tannins, métabolites secondaires utilisés comme moyen de défense chimique contre les microbes pathogènes et les herbivores. L'abondance de ces composés toxiques fait qu'à la mort de ces plantes, ils restent en partie libres dans le sol et inhibent le développement des décomposeurs microbiens, à l'exception des champignons qui dégradent la matière organique très lentement en l'acidifiant et produisent des acides fulviques nocifs pour la minéralisation et la fertilité du sol : la matière organique non dégradée s'accumule et piège azote et phosphate, n'autorisant qu'une végétation à croissance lente qui tire profit d'une association symbiotique avec des mycorhizes éricoïdes, lesquelles facilitent l'absorption de tous les éléments minéraux. La litière est peu abondante et acide. Le lessivage est important. Les sols sont acides (pH voisin de 4) et peuvent donner des podzols.
L'origine de cette formation est double. Le vent gêne la croissance des arbres (forte évaporation, bris des rameaux) et le lessivage réduit leur alimentation. Mais le surpâturage des moutons et l'abus des feux de régénération de la lande pour éliminer les bruyères afin de favoriser les ajoncs, profitent aux espèces végétales acidophiles telles la canche et la molinie. S'il est mal protégé, l'horizon superficiel peut être emporté par le ruissellement.
Selon qu'elle est sèche ou humide, la lande mésophile comprend différentes bruyères (cendrée Erica cinerea, vagabonde Erica vagans, callune Calluna vulgaris, sur lande sèche, ciliée Erica ciliaris et à 4 angles Erica tetralix sur lande humide, à balais Erica scoparia en lande sèche et humide), l'ajonc nain (Ulex minor) ou la canche flexueuse (Deschampsia flexuosa). Dans les zones humides s'y adjoignent les sphaignes, la drosera et la molinie bleue (Molinia caerulea).

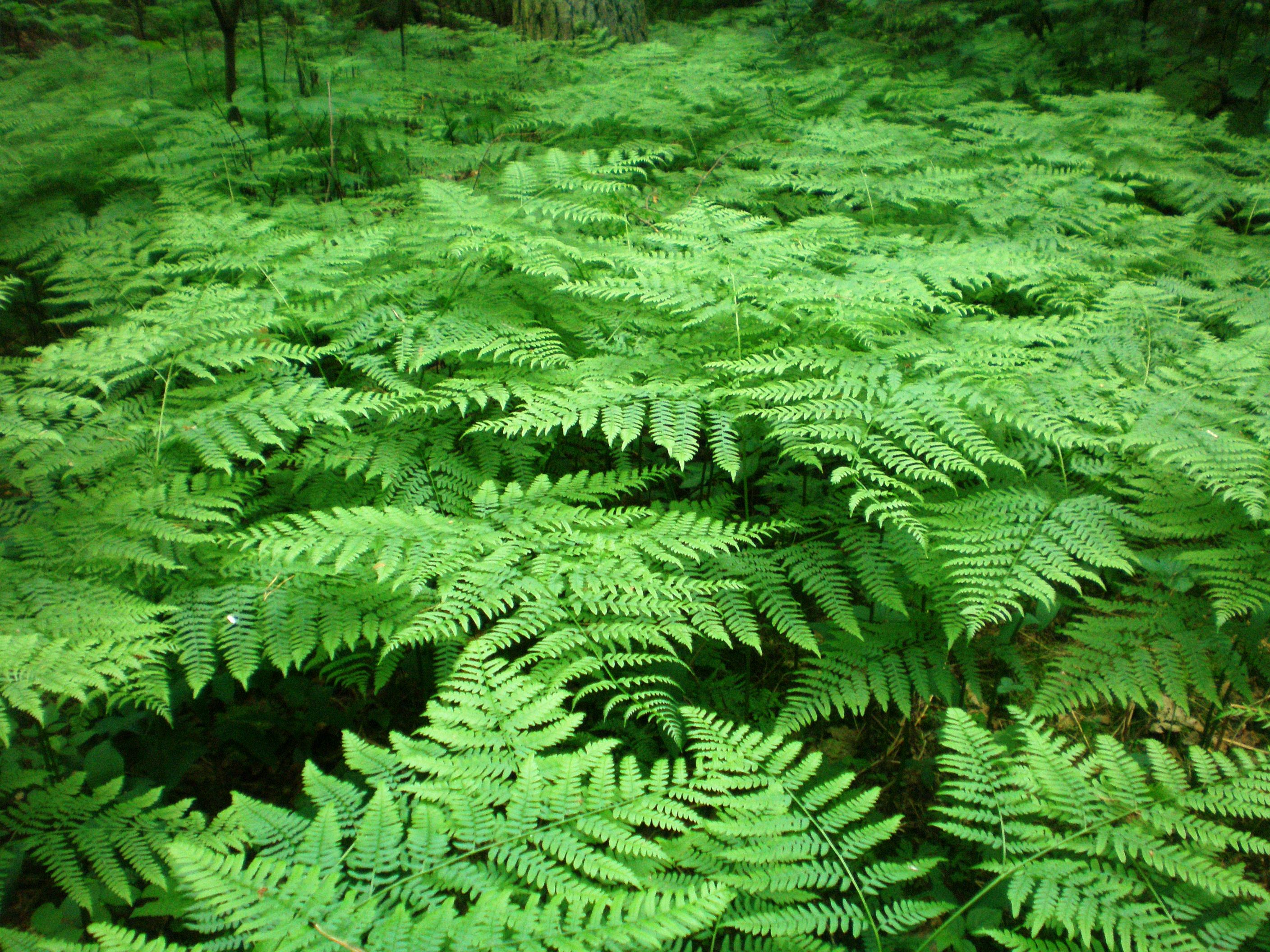
La fougère aigle est le signe de landes mésophiles acides mi-sèches, mi-humides.

Dans les zones intermédiaires (ni totalement sèches ni totalement humides), en plus de toutes les espèces précédentes, d'autres espèces coexistent dont la Fougère aigle (Pteridium aquilinum), mais aussi : le Brachypode penné (Brachypodium pinnatum) qui supplante la Molinie, la Serratule des teinturiers (Serratula tinctoria) ou encore la Germandrée scorodoine (Teucrium scorodonia) et des Cistacées ligneuses comme l'Hélianthème en ombelle (Halimium umbellatum) et l'Hélianthème faux-alysson (Halimium alyssoides).
En l'absence de perturbations extérieures, la lande sèche se voit supplantée plus ou moins rapidement selon la profondeur et la richesse trophique du substrat par des espèces pré-forestières, préfigurant le stade forestier terminal de la série : des espèces pionnières comme le Prunellier, l'Ajonc d'Europe, le Genêt à balais, les ronces, le Pin maritime, voire la Bourdaine ou le Saule roux (Salix atrocinerea) dans les variantes fraîches, précèdent ainsi l'implantation d'essences d'arbres nomades telles que les chênes (Chêne tauzin, Chêne pédonculé), le châtaignier, l'arbousier ou le chêne vert (notamment utilisé pour stabiliser les dunes sableuses du littoral atlantique français) dont l'arrivée va précipiter l'élimination de la majorité des espèces landicoles plus ou moins strictement héliophiles.

### Le cas particulier des «landes calcicoles»
Les landes dites calcicoles se développent dans les bassins sédimentaires, sur des terrains calcaires surtout exposés au sud (tels que les bassins de Paris et de Londres). Ce sont des pelouses calcicoles développées sur sols minces (de type rendzine).

## Les usages traditionnels
Louis Gallouédec a décrit les usages traditionnels de la lande, en l'occurrence la lande atlantique, à travers l'exemple breton : « La lande, au reste, est pas tout à fait improductive. On la coupe, en général, tous les quatre ou cinq ans ; le genêt sert à couvrir les chaumières ou les appentis ; les grands ajoncs, les racines de bruyère, qu'on enlève par mottes en pelant la lande, tiennent lieu du bois de chauffage, qui est rare ; dans les années où le fourrage manque, les pointes d'ajonc pilées sont utilisées pour l'alimentation du bétail, principalement pour celle des chevaux. Maigre ressource sans doute ; mais la lande n'exige presque ni cultures, ni soins. Chaque 20 ans environ, on la brûle par parcelles pour la renouveler (écobuage) ; on y sème du seigle la première année ; puis la lande, rajeunie et fertilisée par les cendres, repousse plus pressée et reprend possession du sol.

## État, pressions, menaces

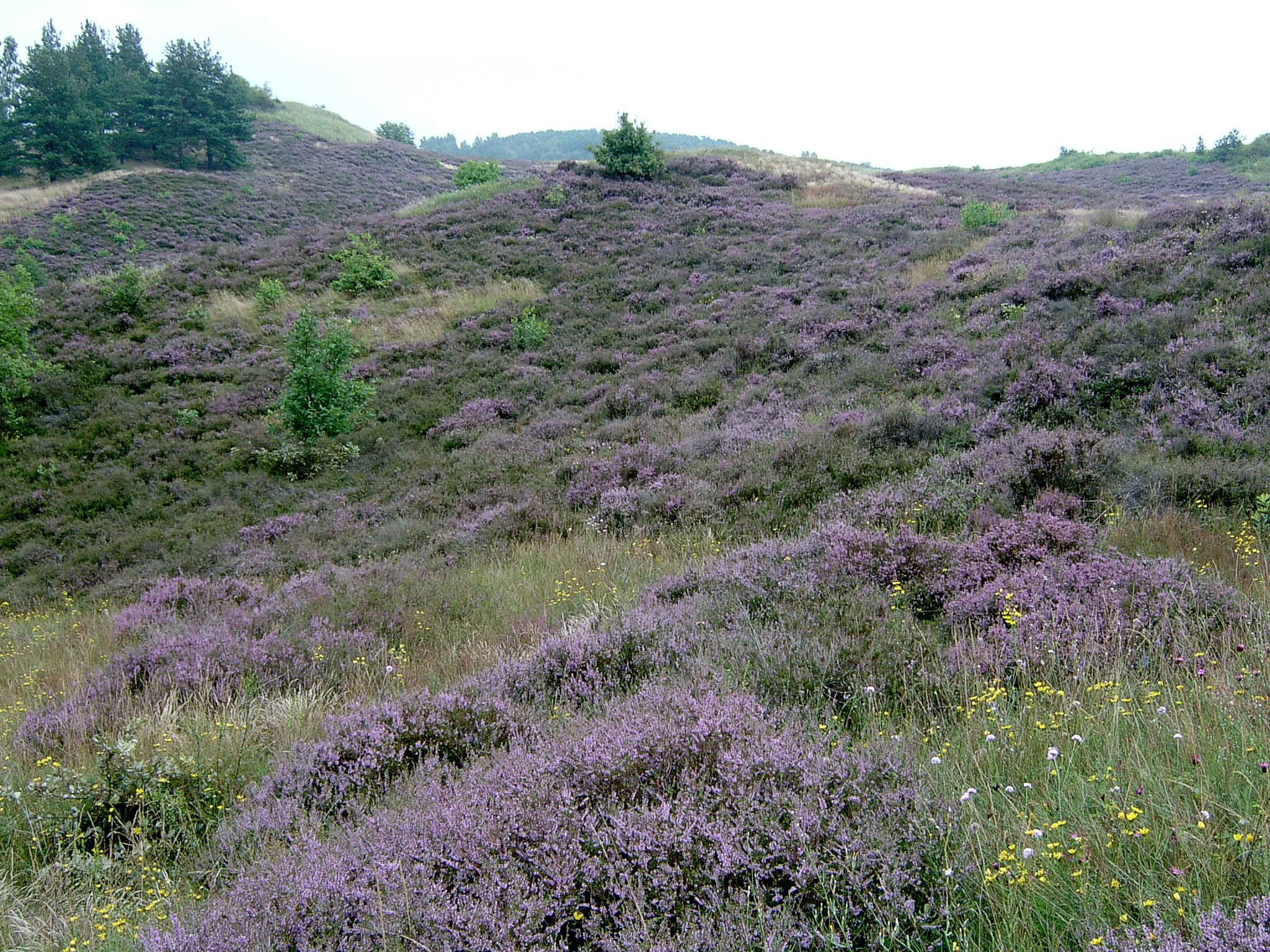
Lande à bruyère, Réserve naturelle de Wrzosowiska Cedyńskie près de Cedynia dans le Nord-Ouest de la Pologne.

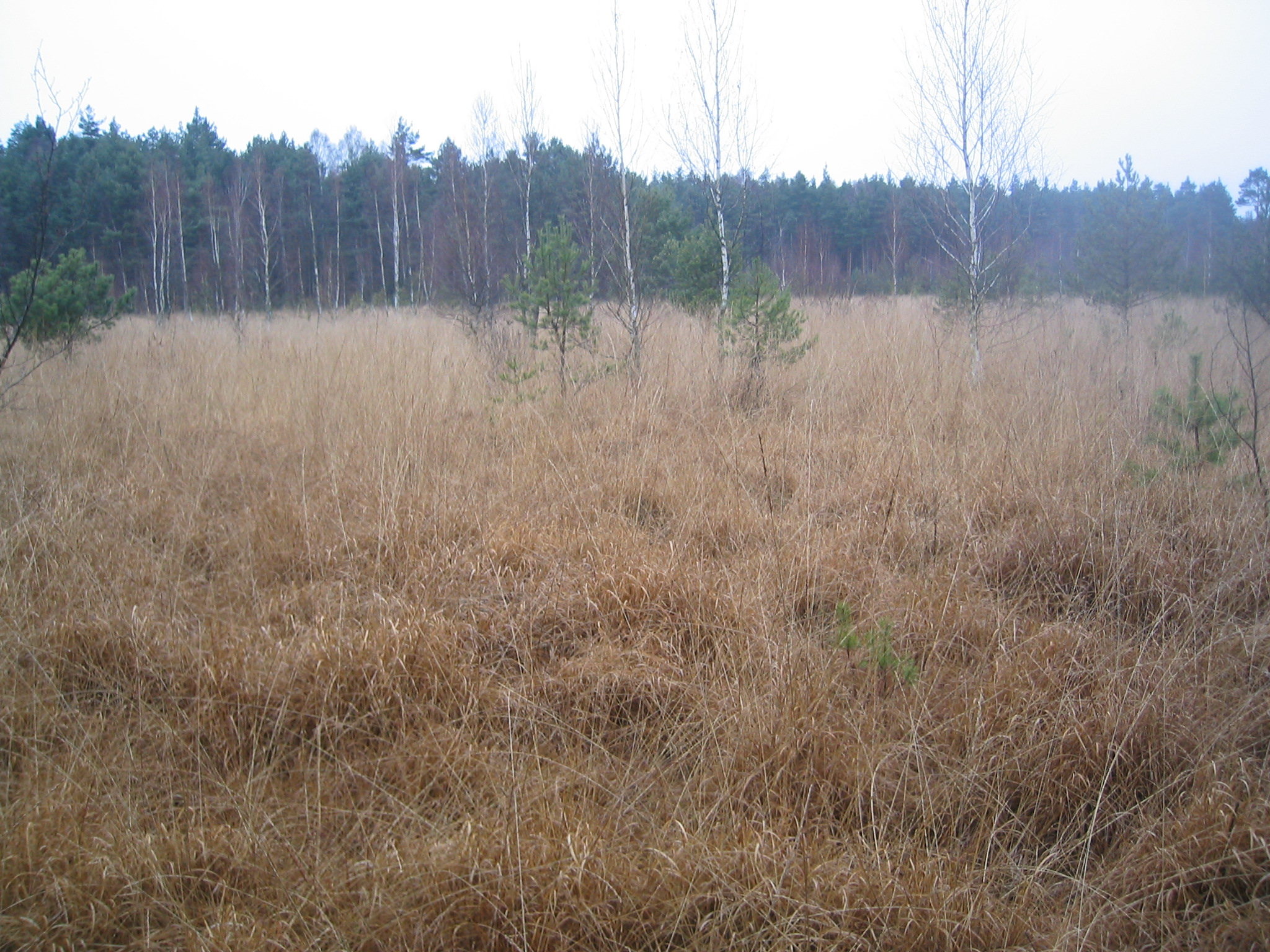
Les parties humides et inondées de la lande acide sont généralement couvertes de tapis de touradons de molinie bleue, accompagnées de divers carex, tapis de sphaignes et droséras. Ces tapis prennent en hiver un aspect clair typique, visible sur cette photographie.

Les landes acides et humides et les landes à bruyères sont localement protégées (elles abritent de nombreuses espèces menacées ou protégées), mais sont en forte régression dans les zones où elles sont pour des raisons géologiques ou climatiques en limites d'extension (par exemple dans le nord de la France, sur les reliques de milieux acides d'origine tertiaire).
Les principales menaces sont l'urbanisation ou la mise en culture avec apports d'intrants, les apports d'engrais (y compris les nitrates aéroportés qui s'y déposent via les pluies) qui sont une cause d'eutrophisation et de recul des bruyères et d'autres plantes des milieux très oligotrophes (droseras par exemple dans les landes humides), le recul des pâturages extensifs ou la disparition du lapin de garenne qui entretenait des pelouses et landes rases.
Les apports de calcium (sous forme d'amendements calcaires ou de gravats riches en ciment, chaux..) sont aussi des causes de régressions des espèces de landes acides, dont les bruyères.
De nombreuses landes humides ont été victimes d'un drainage et parfois d'incendies successifs et d'une forte érosion et minéralisation des sols (tourbeux, paratourbeux y compris) à la suite de leur assèchement.
Un autre problème est la fragmentation écologique associé à une dispersion de plus en plus grande des fragments relictuels, qui conduisent à des effets d'insularisation génétique de goulot d'étranglement génétique.

## Faune et flore
Les zones de landes, en Europe, peuvent accueillir une faune variée.
Associée à ces espaces et habitats ouverts, une faune spécifique utilise en priorité les landes : oiseaux (rapaces : circaète Jean-le-Blanc, busard cendré, busard Saint-Martin, faucon hobereau, chouette effraie ; courlis cendré, engoulevent ; grand nombre de passereaux : mésange huppée, troglodyte, coucou des bois, pic épeiche, pinson, fauvette pitchou, tarier pâtre, linotte mélodieuse, bruant jaune), invertébrés (cicindèle champêtre, criquet à pattes orange, adiante fougère, argiope frelon et autres libellules, dont le sympètre noir). De nombreux serpents sont les hôtes des landes (vipère péliade, couleuvre à collier et, surtout, coronelle lisse et lézard vivipare), ainsi que de grands mammifères (cerf, chevreuil, sanglier, renard ou blaireau) ou de plus petits (fouine, écureuil, hérisson, lièvre, lapin).
Dans la forêt des Landes, lieu de concentration des oiseaux européens en migration, on trouve la palombe, la bécasse, le canard colvert, l'alouette, l'ortolan, ainsi que de nombreuses grives et grues cendrées.
Les landes sont réputées posséder une faible diversité floristique en raison de leur développement sur des sols pauvres, peu profonds mais aussi des pratiques d’ouverture utilisées (brûlage dirigé, broyage en plein…). Cette diversité augmente avec le degré d'ouverture de la lande. On retrouve ainsi des plantes à fleurs (séneçon à feuilles d’adonis, digitale pourpre, centaurée pectinée, violette des chiens), des graminées (canche flexueuse, fétuque, agrostide), des ligneux bas (bruyère cendrée, myrtille, callune, les différentes espèces de genêts), des arbrisseaux (aubépine, églantier) et des arbres (pin sylvestre, alouchier, sorbier des oiseleurs).
De plus, elles peuvent être un allié de poids si leur valorisation est optimisée à partir de leur souplesse d’utilisation et leur degré de spécialisation par rapport aux autres composantes de la chaîne de pâturage. Ainsi, les « ligneux bas favorisent le maintien des herbacées dans le temps en jouant un rôle d’abris : ils décalent la croissance de l’herbe située à leur pied, ils l’avancent en sortie d’hiver (cuvettes de réchauffement et de déneigement) ou la retardent en fin de printemps et en été (herbe à l’ombre, restée jeune et appétente) ».

## Gestion patrimoniale
La richesse des landes provient de la pauvreté naturelle de leur sol. Il convient de ne pas y apporter d'engrais ni d'amendements calcaires.
Dans les réserves naturelles, des plans de gestion sur 5 ans sont généralement adoptés et mis à jour.
En France, en 2011, une mesure des mesures agroenvironnementales territorialisées (Dispositif 214-I), intitulée « Herbe_10 - Gestion de pelouse et landes en sous bois » permet un pâturage extensif y compris en sous-bois, avec un « objectif de maintien de la biodiversité en particulier des habitats naturels inféodés à ces milieux et des habitats d’espèces liés au couvert arboré (insectes d’intérêt communautaire et chauve-souris) ainsi qu’à un objectif de défense contre les incendies (sylvopastoralisme). Cet engagement vise ainsi à renforcer le pâturage, par des interventions manuelle et/ou mécanique sur les strates herbacée, arbustive et/ou arborée, afin de maintenir un équilibre entre couverts herbacés (pelouses, landes) et couvert arboré, permettant de maintenir l’accessibilité des animaux au pâturage sur les surfaces concernées. »

## Toponymie et patronymie
« Land » est un nom commun toponymique qui se retrouve dans la toponymie du Nord de la France, généralement comme second élément d'un composé en -land, -lan, voire -ran(t), où il remonte au vieux saxon, au vieux norrois, au vieux bas-francique ou au vieux haut-allemand. Lann au sens de « lande, ajoncs » apparaît en Bretagne dans des lieux-dits comme Le Lann, Al Lan, Land, Laland, les diminutifs Lannic (« la petite lande »), les pluriels Lanno, Lano, Lannou, Lanio, Lanniou. Les composés sont nombreux : Kerlan, Lanveur ([meur], « grand »), Lanvian ([bihan], « petit »), Lanroz et Lanrose ([roz], « tertre »), Toulalan (« trouée dans la lande »), Pennalan (« le bout de la lande »), Landrein (« lande de ronces », de [lann drein]). Le mot /lanneg/ a également ce sens : Le Lannec, Lannéguic (diminutif), Lannéguer et Lannéguy (pluriels).
Le mot « lande », soit en tant que nom commun toponymique, soit en tant que simple élément du lexique, est à l'origine de très nombreux patronymes : Deslandes, Delalande, Delande et sa variante altérée Delandre, Lalande, Landes, Landais, Landier, Landel, Landois, Lelandais, comme les Lane et Lanes gascons.

## Galerie d'illustrations

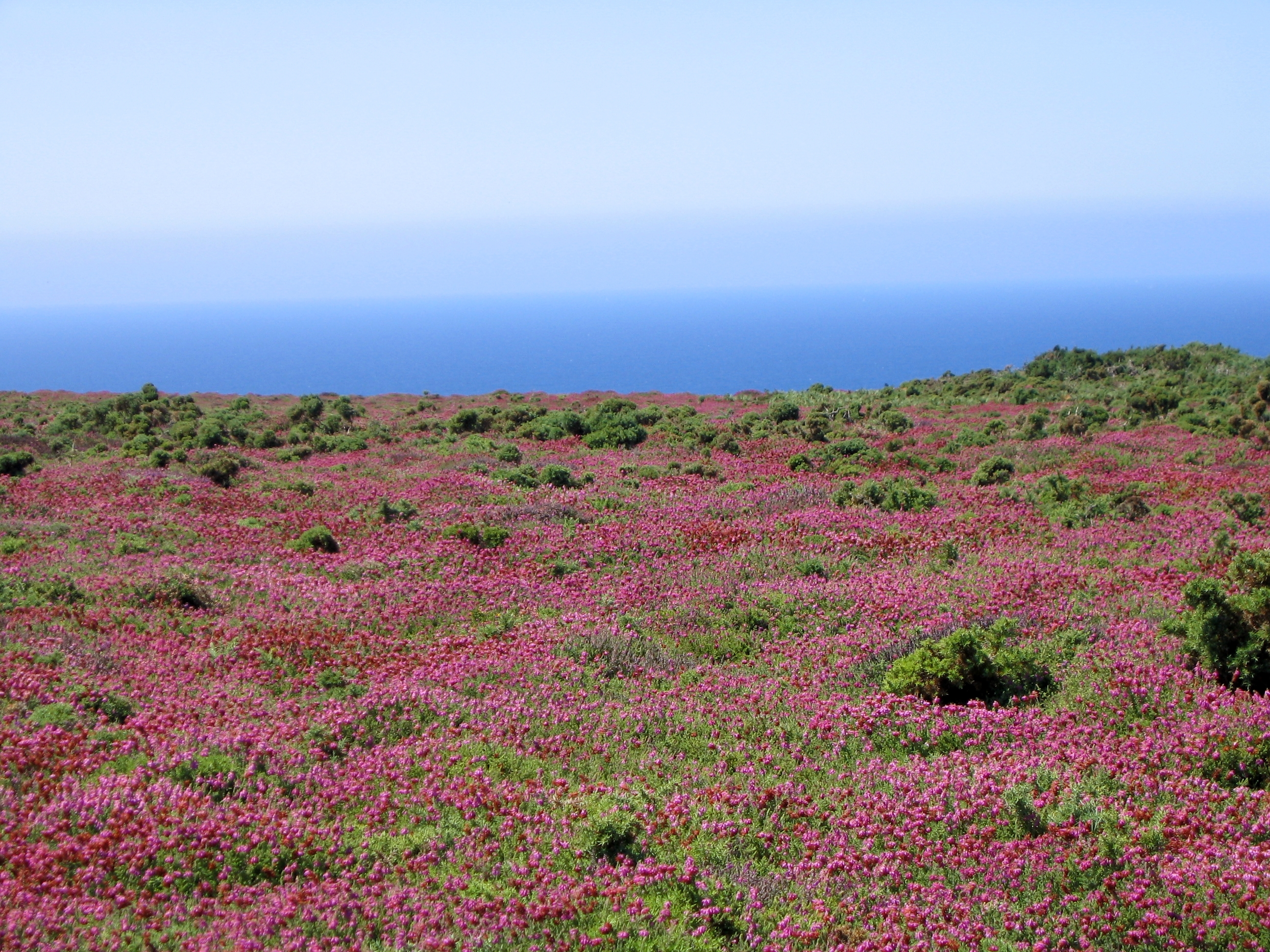
Lande littorale à bruyère du Cap de la Chèvre (Finistère, France).
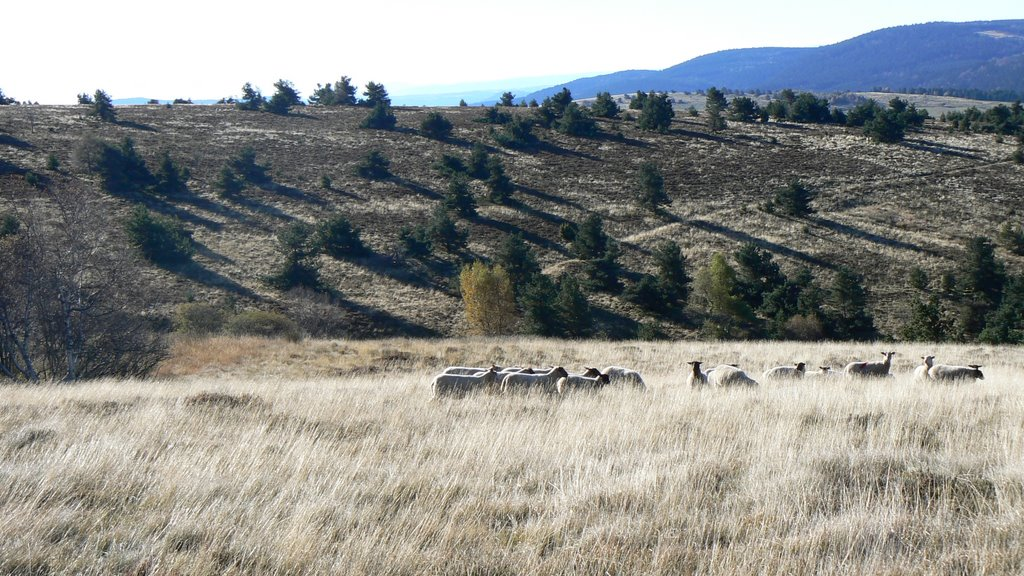
Landes des monts du Forez (Loire, France).
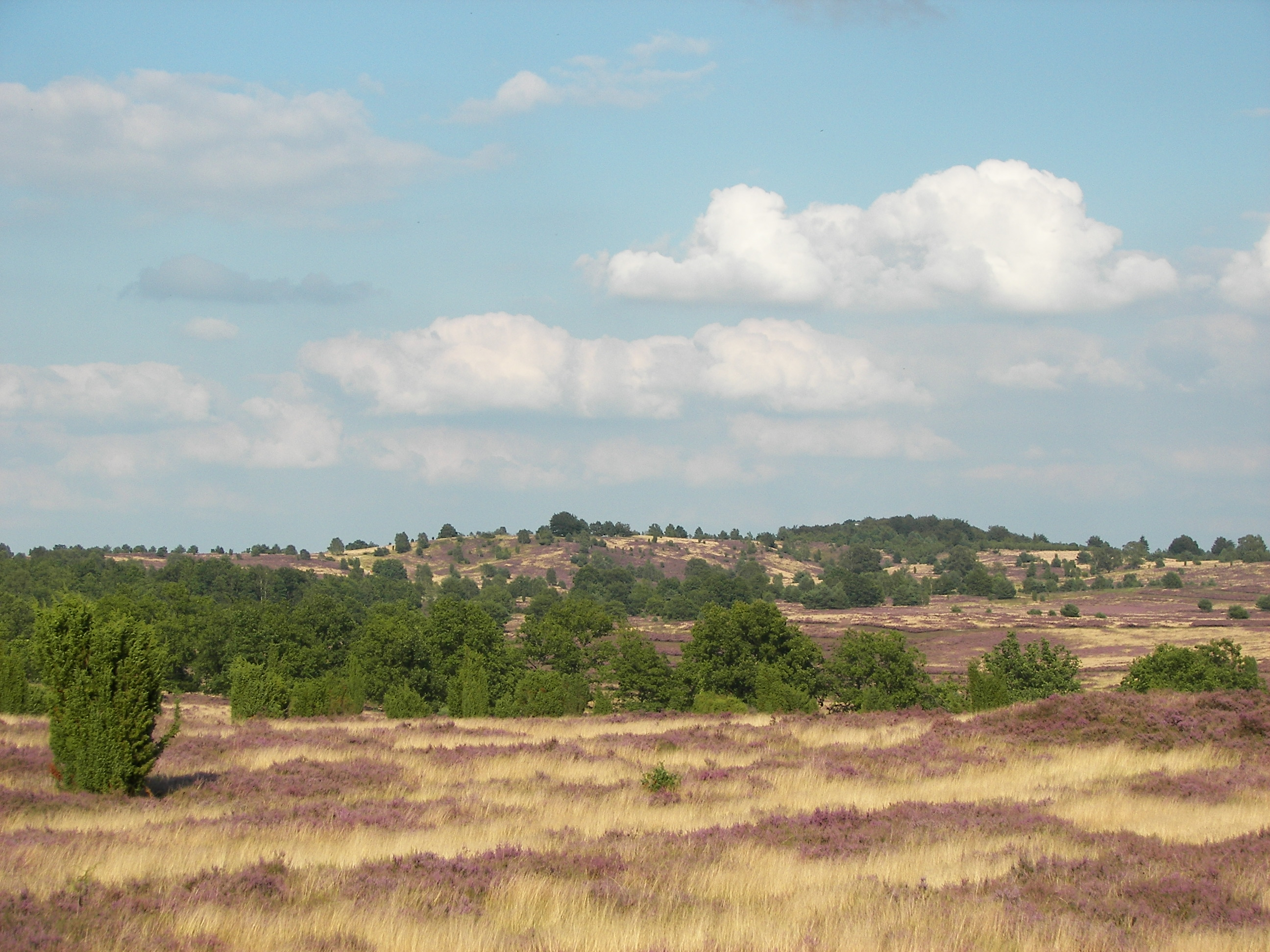
Wilsede (Lande de Lunebourg, Allemagne).
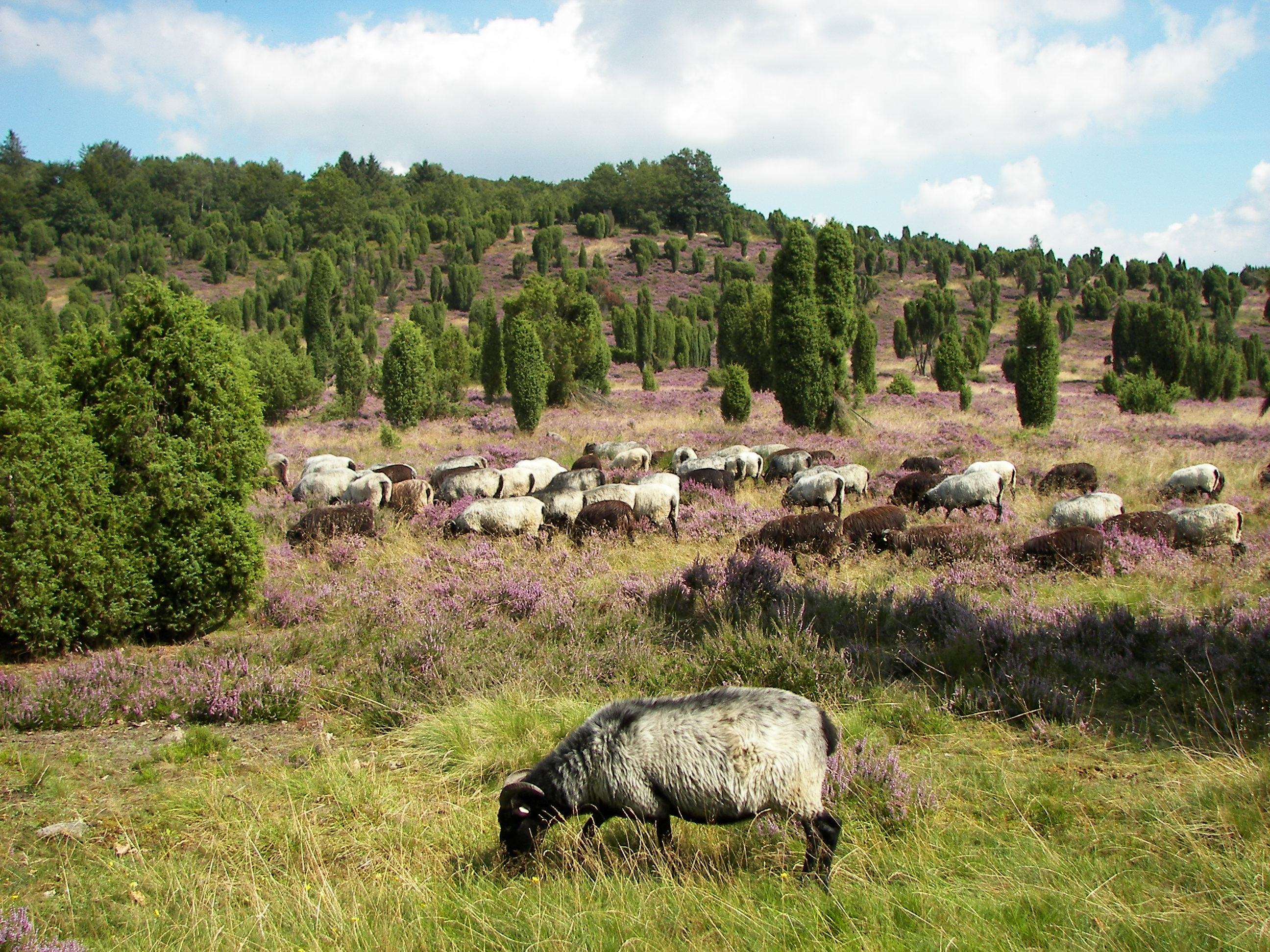
Moutons à Wilsede (Lande de Lunebourg, Allemagne).
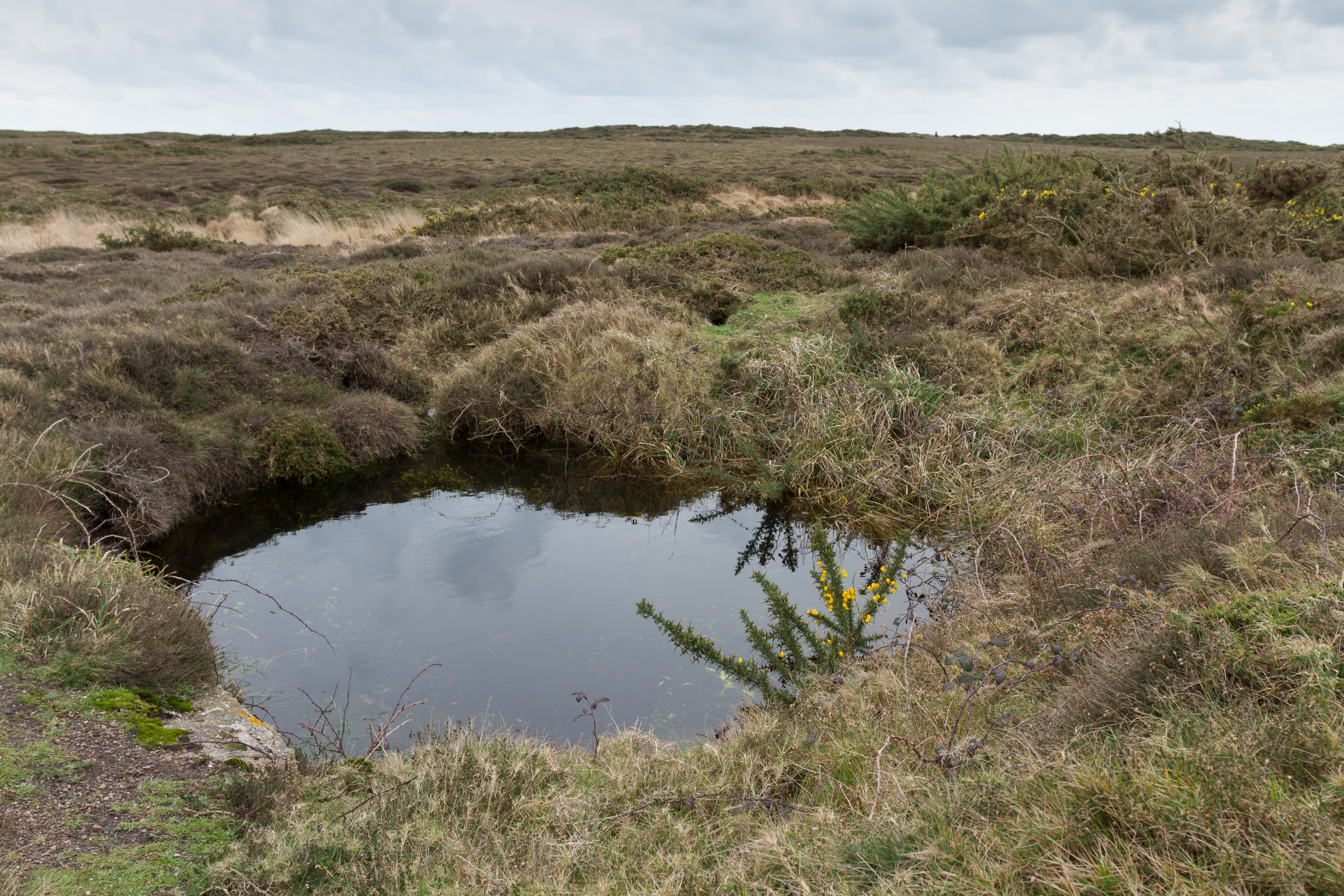
Mare dans Les Landes de Jersey.
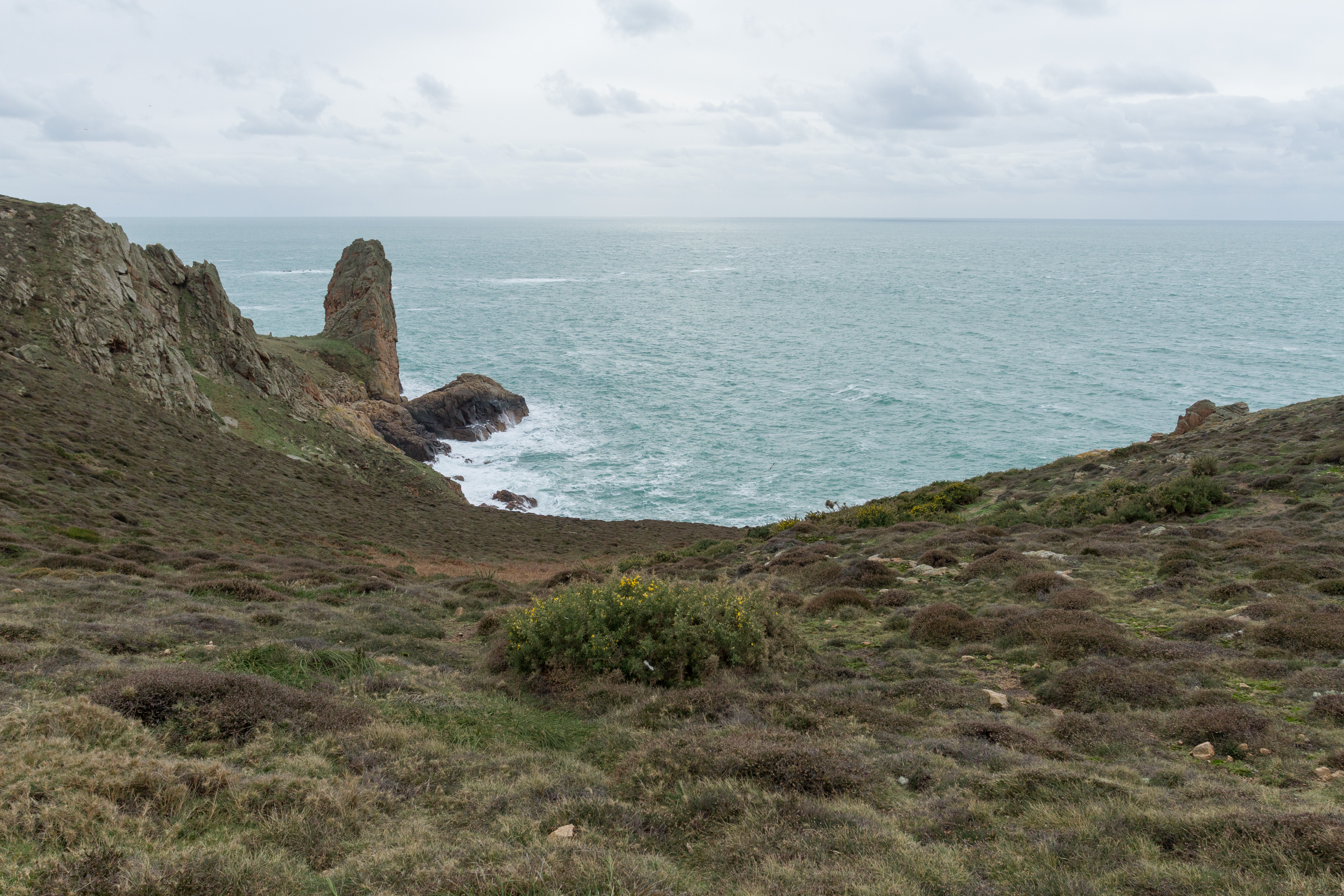
L'aiguille du Pinacle dans Les Landes de Jersey .

## Sources
- Elhai (Henri), Biogéographie, Collection U, Armand Colin, 1968, Paris